# Maud-Yeuse Thomas
Maud-Yeuse Thomas, née le 23 avril 1959 à Lorient, est une intellectuelle et militante transféministe.
Elle est cofondatrice et coresponsable avec Karine Espineira de l'Observatoire des transidentités et des Cahiers de la transidentité. Titulaire d'un master 2 recherche en études de genre de l'université Paris-VIII, elle a notamment codirigé les ouvrages Corps vulnérables. Vies dévulnérabilisées (2016), Transféminismes (2015), Quand la médiatisation fait genre (2014). Ses recherches actuelles portent sur une comparaison anthropologique des différents régimes sexes-genre en Europe et dans le monde.

## Biographie
Maud-Yeuse Thomas est née dans le Morbihan, assignée garçon à l'état civil. Après une enfance qu'elle qualifie de solitaire, elle arrête sa scolarité et entre dans la vie active. À partir de 1985 elle s'installe à Paris où elle se consacre à la peinture. En 1993, elle débute sa transition et suit pendant plusieurs années le protocole de l'hôpital Fernand-Widal avant de rompre avec les pratiques médicales de pathologisation qui produisent, selon ses termes, des « patients sans maladie ». Elle fréquente alors le Centre du Christ Libérateur, une « église pour les gays et lesbiennes » fondée par Joseph Doucé qui a pour objectif de « favoriser la reconnaissance par les Églises de la réalité digne de tout mode de vie ».
En 1995, elle rejoint l'Association du syndrome de Benjamin (ASB) créée par un collectif de 4 personnes trans dont Tom Reucher cette année-là. Au sein de l'ASB elle fait la connaissance de Karine Espineira. Elle développe « une première militance trans associant auto-support associatif et début de politisation de la question trans », marquée notamment par la création de l'Existrans en 1997, une marche qui revendique de « penser la question trans non plus du côté de la maladie mais du côté des droits ». À partir de 1996 elle participe au séminaire Le Zoo où elle rencontre notamment Sam Bourcier, Marco Dell'Omodarme et Catherine Deschamps. Trois axes de réflexion animent le séminaire: il s'agit de réhabiliter la culture populaire en France, au sens où elle constitue une puissante source d'identification pour les Queers, ainsi que de « faire le point sur les références queers françaises » et enfin de « redéfinir en permanence ce que queer peut vouloir dire ». Elle cosigne avec Karine Espineira l'article 2 lesbotrans se posent des Q de l'ouvrage collectif Q comme Queer dirigé par Sam Bourcier. Elles y déconstruisent la pathologisation des trans opérée par le discours psy et problématisent « l'enjeu politique du transexualisme ». Maud-Yeuse Thomas publie à la même époque des contributions dans le 3 Keller, le journal du centre gai et lesbien de Paris.
En 1999, elle quitte Paris pour les Alpes de Haute-Provence avant de s'installer à Marseille avec Karine Espineira en 2001. Toutes deux créent l'association trans Sans contrefaçon en 2005, qui deviendra Sans contrefaçon reloaded quelques années plus tard. Maud-Yeuse mène de front son activité d'écriture et son engagement militant. Elle participe notamment aux Universités d'été euro-méditerranéennes des homosexualités (UEEH), où elle crée des ateliers trans et intersexe avec Vincent Guillot, ainsi qu'au Centre évolutif Lilith, association féministe lesbienne de Marseille.
En 2010, l'association Sans contrefaçon est mise en veille : Maud-Yeuse Thomas lance l'Observatoire des transidentités avec Karine Espineira et Arnaud Alessandrin. L’Observatoire des transidentités (ODT) est un site indépendant d’information, de productions de savoirs et d’analyses sur les questions trans, inter et les questions de genre. Il œuvre à dé-hiérarchiser les distinctions entre savoirs militants et académiques dans une perspective de dépathologisation des savoirs,. Dans le sillage de l'ODT, elle codirige La Transyclopédie: tout savoir sur les transidentités, première encyclopédie trans en langue française publiée en 2012. En 2013, elle lance la collection 'Les cahiers de la transidentité' qu'elle codirige depuis aux éditions l'Harmattan. En 2016, elle obtient un Master en Études de Genre à l'Université Paris 8.
Nourrie des racines queer, elle oriente ses travaux vers le transféminisme, à l'intersection des études féministes et des trans studies. Elle analyse la transidentité comme « la conséquence socio-historique de l'inégalité structurelle de notre société » à travers les binarités homme-femme, sain-pathologique. Ses recherches actuelles portent sur une comparaison anthropologique des différents régimes sexes-genre en Europe et dans le monde.

## Publications

### Coordinations d'ouvrages collectifs
- Karine Espineira et Maud-Yeuse Thomas et al., La Transyclopédie : tout savoir sur les transidentités, Paris, Des Ailes sur un tracteur, 2012, 320 p. (ISBN 978-1-291-10322-9 et 1-291-10322-8).
- Maud-Yeuse Thomas, Karine Espineira et Noomi B. Grüsig (dir.), « Transféminismes », Cahiers de la transidentité, Paris, L'Harmattan, vol. 5,‎ 2015, p. 175.
- Lætitia Biscarrat, Karine Espineira et M.-Y. Thomas et al., « Médias audiovisuels, altérité et négociation de genre », Cahiers de la transidentité, Paris, L'Harmattan,‎ 2014, p. 248.
- Karine Espineira et Maud-Yeuse Thomas et al., « Tableau noir : les transidentités et l'école », Cahiers de la transidentité, Paris, L'Harmattan, vol. 4,‎ 2014, p. 122.
- Karine Espineira et al., « Corps trans, corps queer », Cahiers de la transidentité, Paris, L'Harmattan, vol. 3,‎ 2014, p. 140.
- Maud-Yeuse Thomas et Karine Espineira et al., « Identités Intersexes : Identités en débat », Cahiers de la transidentité, Paris, L'Harmattan, vol. 2,‎ 2013, p. 170.
- Maud-Yeuse Thomas, Karine Espineira et Arnaud Alessandrin (dir.), « Transidentités : Histoire d’une dépathologisation », Cahiers de la transidentité, Paris, L'Harmattan, vol. 1,‎ 2013, p. 134.

### Articles dans des revues à comité de lecture
- Transidentités : se donner un corps. Corps trans, corps transformés (avec Karine Espineira), Éprouver le corps. Corps appris, corps apprenant, Christine Delory-Momberger (dir.), Èrés, 2015, p. 149-162.
- « Les trans comme parias. Le traitement médiatique de la sexualité des personnes trans en France » (avec Karine Espineira), Genre, sexualité & société, no 11, « Parias sexuels », 2014[11].
- « De la militance à la transmission de savoirs » (avec Karine Espineira et Arnaud Alessandrin), Partager les savoirs, construire la démocratie, Christine Delory-Momberger (dir.), Le sujet dans la cité, no 4, 2014, p. 133-144[12].
- Pour un cadre générique du transsexualisme, L’Information Psychiatrique, vol. 87, no 4, 2011, p. 301-304[13].
- « De la question trans aux savoirs trans, un itinéraire », Écouter la souffrance, entendre la violence, Christine Delory-Momberger (dir.), Le Sujet dans la cité, no 1, Téraèdre, 2010, p. 120-129[14].
- « La controverse trans », Mouvements, Dossier « Trans Révolution », Elsa Dorlin (dir.), publié le 5 octobre 2007[15].

### Chapitres d'ouvrage
- « Pour une socioanthropologie du fait trans » (p. 43-46) ; « Le transféminisme : de la biopolitique à la géopolitique » (pp. 102-103), Les LGBT font bouger la société. Cultures et politiques de l’émancipation, actes du forum euroméditerranéen - 2013, Editions Des ailes sur un tracteur, 2015.
- « L’exemple des UEEH », Géographie des homophobies, Yves Raibaud, Arnaud Alessandrin (dir.), Paris, Armand Colin, 2013, pp. 119-138.
- « Le genre en anthropologie », Genre ! L'essentiel pour comprendre, Arnaud Alessandrin et Brigitte Bellebeau (dir.), Éditions Des ailes sur un tracteur, 2014, pp. 169-172.
- « Facing mirrors », Médias audiovisuels, altérité et négociation de genre, Lætitia Biscarrat, Karine Espineira, Maud-Yeuse Thomas, Arnaud Alessandrin (dir.), Cahiers de la transidentité, hors-série, Paris, L’Harmattan, collection « Question de genre », 2014, p. 195-205.
- « La question trans au prisme des politiques minoritaires sans importance », Stonewall… Bis ? Mariage pour tous… et après ?, Revue Miroir-Miroirs, no 3, Éditions Des Ailes sur un tracteur, 2014.
- « Ethnologie du travestissement », Gender-fucking ! Masculinités/féminités, et tout le reste, Revue Miroir-Miroirs, no 2, 2013, pp. 53-66.

### Préface et postfaces d'ouvrage
- « Préface » de l'ouvrage Médiacultures : la transidentité en télévision, Karine Espineira, Paris, L’Harmattan 2015, pp. 7-10.
- Postface « Sexe, mensonges et savoirs » de l’ouvrage Queer Maroc, Jean Zaganiaris, Paris, Des Ailes sur un tracteur, 2013, pp. 359-360.

### Réalisation d'un documentaire
- La transparentalité aujourd’hui, 52 minutes, 2007 (autoproduit)[16].

Ce documentaire porte un regard sur ces familles dont l’un de deux parents est une personne trans, en cours de transition. Généralement oubliée voire niée, la parentalité pose un éclairage neuf et surtout opposé au discours ambiant fondé sur la médicalisation et la moralisation d’un prétendu individualisme et un trouble de l’identité que le sujet du transsexualisme véhiculait jusqu’à présent.